# Station Wilkołaz
Station Wilkołaz is een spoorwegstation in de Poolse plaats Zdrapy.